# Dilophus ephippium
Dilophus ephippium är en tvåvingeart som först beskrevs av Philippi 1865.  Dilophus ephippium ingår i släktet Dilophus och familjen hårmyggor. Inga underarter finns listade i Catalogue of Life.